# 기동전사 건담 썬더볼트
《기동전사 건담 썬더볼트》(일본어: 機動戦士ガンダム サンダーボルト)는 건담 시리즈의 만화 작품.